# Synagogue de Puderbach (1911-1938)

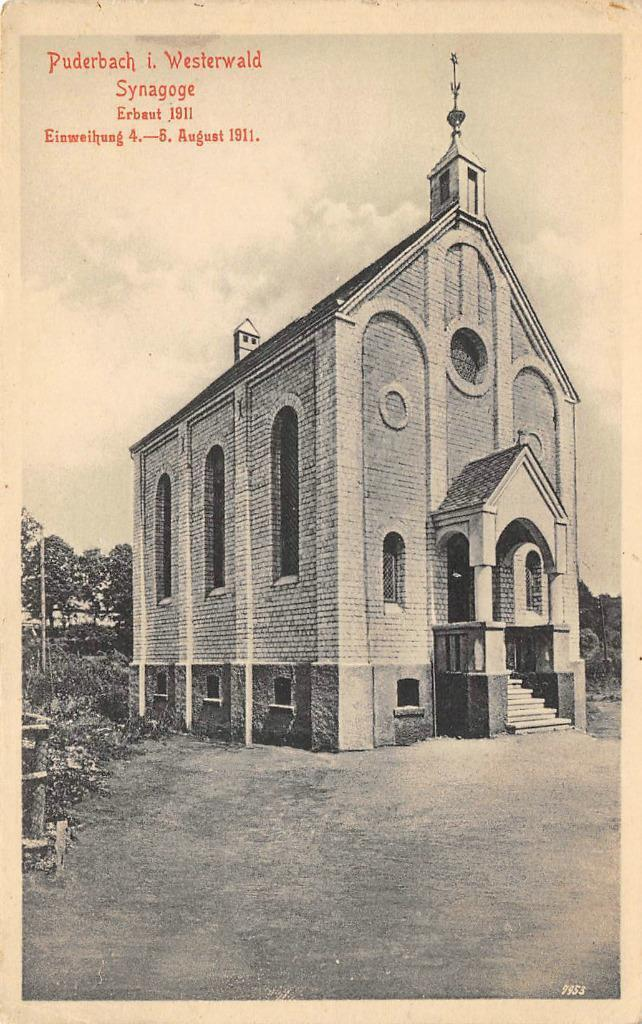
La synagogue de Puderbach en 1911

La synagogue de Puderbach, inaugurée en 1911 dans la Barentoner Straße, a été détruite lors de la nuit de Cristal en 1938 comme la majorité des synagogues et lieux de culte juif en Allemagne et dans les territoires annexés.  
Puderbach est une petite ville allemande dans l'arrondissement de Neuwied dans le Land de Rhénanie-Palatinat. Située à environ 30 km au nord de Coblence, elle compte actuellement un peu moins de 2 500 habitants.   

## Histoire de la communauté juive
Bien qu'une communauté juive indépendante à Puderbach n'existe que depuis 1911, auparavant elle dépendait de Dierdorf, ville située à environ 8 km au sud, l'installation de Juifs à Puderbach remonte au XVIIIe siècle : en 1703, Jud Arron est mentionné à Puderbach et en 1767, il y a trois familles juives dans la région. Des résidents juifs sont également mentionnés dans les villes environnantes depuis la seconde moitié du XVIIIe siècle. En 1767, deux juifs, Jacob et Michele, vivent avec leurs familles à Urbach à moins de 5 km de Puderbach. Le juif David vit à Niederhofen à 4 km et Mausche Lazarus et sa famille vivent à Raubach à 3 km de Puderbach depuis 1786.
Au XIXe siècle, le nombre de résidents juifs évolue comme suit : en 1817, il y a 22 résidents juifs à Puderbach sur un total de 272 habitants, en 1843 on en compte 71 et vers 1890 20. En 1813, une communauté synagogale est créée à Urbach, qui comprend également Raubach et Daufenbach. En 1852, 5 familles juives totalisant 39 personnes appartiennent à cette communauté. À cette époque, la communauté juive de Puderbach comprend également un total de 14 familles représentant 78 personnes vivant dans les villages voisins de Niederwarnbach, Rodenbach, Oberdreis et Lautzert, dont les familles Samuel Fultheim, Michael Tobias, Herz Tobias et Anschel Veit à Oberdreis et Aron Veit à Lautzert. .
Dès 1856, La communauté juive de Puderbach dispose de deux salles de prière à Puderbach, à savoir une dans la maison de Heinrich Baer, pouvant recevoir environ 30 personnes et probablement une autre dans la même maison, chez Hele Baer, puis à partir de 1911 d'une synagogue, d'une école religieuse, d'un mikvé (bain rituel) et d'un cimetière. Un enseignant juif a été employé pendant un certain temps pour s'occuper des tâches religieuses de la communauté, et faire également office de chef de prière et de shochet (abatteur rituel). Sinon, des enseignants des communautés voisines viennent à Puderbach pour enseigner la religion aux enfants juif.   
La plupart des Juifs travaille dans le commerce du bétail. Il n'y a pas de mendiants mais quelques familles pauvres. Jacob Lévi d'Urbach vit de la collecte de chiffons, les bouchers Moses Moses et Abraham Moses exercent également à Urbach. Le juif Moses Simon Frankenberg, originaire de Nassau fonde avant 1857 une usine de teinture en bleu à Puderbach.
Vers 1924, alors que l'on compte 45 habitants juifs à Puderbach soit 4,5 % d'un total d'environ 1 000 habitants, le conseil communautaire comprend : Hermann Salomon et Léopold Aron. Les 10 enfants juifs d’âge scolaire de la communauté à l’époque reçoivent un enseignement religieux auprès du professeur Abenash. La communauté juive comprend en plus des Juifs habitant Puderbach, 20 Juifs vivant à Steimel, Daufenbach et Rodenbach. 
Dès 1924 apparaissent les premières manifestations d'antisémitisme. Sur un monument aux morts de la Première Guerre mondiale qui doit être inauguré prochainement, le nom des deux Juifs tués au front est recouvert de goudron. 
« La guerre contre les juifs morts au combat. Notre attention est attirée sur un incident qui s'est produit à Puderbach (Westerwald). A Puderbach, l'inauguration d'une stèle commémorative pour les participants à la guerre tombés au combat doit avoir lieu dans les prochaines semaines. Parmi eux se trouvent deux morts juifs, les frères Bär (Bertolt et Karl) de Puderbach. Dans la nuit du 28 au 29 septembre, ces deux noms ont été recouverts de goudron par une canaille. L'enquête n'a bien sûr pas encore porté ses fruits. Puderbach s'était déjà distingué lors des dernières élections par 29 voix völkisch. Cela ne permet évidemment pas de conclure à la force du mouvement völkisch, mais seulement aux agissements de certaines personnes qui, depuis un abri sûr, mènent une stratégie de guerre à domicile et incitent en secret à la haine contre des personnes sans défense. A Puderbach, toute personne honorable a honte de cet événement. »
En 1932, le chef de la communauté est Tobias Tobias, le secrétaire et trésorier Hermann Wolff, propriétaire d'une épicerie. A cette époque, 16 Juifs vivent à Steimel et 26 à Urbach, qui appartiennent à la communauté de Puderbach.
En 1933, 39 Juifs vivent à Puderbach sur un total de 680 habitants. Après 1933, une partie de la communauté juive déménage ou émigre en raison du boycott, de la privation croissante de ses droits et de la violence de plus en plus présente. La synagogue est détruite lors de la nuit de Cristal en novembre 1938.
Au début de l'année 1941, on dénombre encore 13 résidents juifs à Puderbach dont certains originaires d'Urbach, réinstallés dans la maison d'Albert Aron au 2 Steimeler Strasse à Puderbach après la destruction de leurs maisons lors de la nuit de Cristal. Les huit derniers Juifs sont déportés de Puderbach vers des camps d'extermination au cours de l'année 1942.
Le mémorial de Yad Vashem de Jérusalem et le Gedenkbuch - Opfer der Verfolgung der Juden unter der nationalsozialistischen Gewaltherrschaft in Deutschland 1933-1945 (Livre commémoratif – Victimes des persécutions des Juifs sous la dictature nazie en Allemagne 1933-1945) répertorient 15 habitants nés, ou ayant vécu longtemps à Rodenbach parmi les victimes juives du nazisme, 4 de Steimel et 11 de Rodenbach et Oberdreis.

## Histoire de la synagogue
En 1781, il est rapporté que les juifs vivant dans la zone de la future mairie de Puderbach se rendent à Dierdorf chez le Judenschulmeister Elias, c'est-à-dire qu'ils y fréquentent probablement la synagogue. Au milieu du XIXe siècle, deux salles de prière existent à Puderbach, dont l'une est installée dans le bâtiment encore conservé du 12 Steimeler Straße.  
En 1907, la communauté juive de Puderbach demande l'autorisation de construire une synagogue et de fonder une communauté juive indépendante. Dans un premier temps, les autorités refusent, car elles estiment que la communauté est trop faible financièrement. 
« construction d'une synagogue. Dans la localité voisine de Puderbach, les familles juives, qui pratiquaient jusqu'à présent leur culte dans une salle de prière, ont l'intention de construire une synagogue. A cet effet, elles ont déposé une demande de permis de construire avec un plan auprès du gouvernement, qui l'a toutefois rejeté, car la communauté juive n'a pas encore le droit de corporation. On veut maintenant acquérir au plus vite les droits corporatifs manquants afin de pouvoir entreprendre rapidement la construction. »
Cependant, la communauté ne renonce pas à ses demandes et finit par obtenir gain de cause : les 4 et 5 août 1911, la nouvelle synagogue est inaugurée solennellement par l'enseignant Ginsberg de Dierdorf. La synagogue a été construite par l'entrepreneur Johann-Philipp Spies de Puderbach. Elle est construite sur une surface de 9 x 7 m. Sur les côtés, elle possède de hautes fenêtres en arc de cercle. Sur la façade ouest, on trouve un porche avec un escalier. Au-dessus du porche, la fenêtre ronde assure l'éclairage de la galerie des femmes.
« Inauguration de la synagogue. L'inauguration de la nouvelle synagogue a eu lieu ici les 4 et 5 de ce mois. La célébration a commencé par la récupération des rouleaux de la Torah dans l'ancienne maison de prière vendredi après-midi. Une procession impressionnante s'est déplacée de là vers la nouvelle synagogue. La fanfare ouvrait la marche, suivie d'une dame qui portait sur un coussin de soie la magnifique clé de la maison de Dieu nouvellement construite. Les rouleaux de la Torah étaient portés par les anciens de la communauté. Trois femmes vêtues de blanc portant des couronnes marchaient de chaque côté, et les autres participants à la fête les suivaient. Un grand nombre de participants et de spectateurs d'autres confessions en provenance des villes environnantes se sont précipités à Puderbach. Le cortège s'est arrêté devant le parvis de la synagogue. Après que la clé ait été remise au professeur de service, M. Ginsberg, de Dierdorf, avec un discours sous forme poétique, celui-ci a ouvert le portail de la maison de Dieu et nous sommes entrés à l'intérieur, où tout brillait d'une splendeur festive. L'acte d'inauguration a alors commencé. Après que la chorale ait chanté quelques chants, M. Ginsberg a prononcé un discours sincère et impressionnant basé sur le texte Chroniques 16, versets 10-14 : Glorifiez son saint nom. Que les cœurs de ceux qui cherchent l'Éternel se réjouissent, etc. et la fête s'est terminée par une prière spéciale pour l'empereur allemand. »
Lors de la nuit de Cristal du 9 au 10 novembre 1938, la synagogue est incendiée par un groupe d'attaquants dirigé par un chef SS. Un seul rouleau de la Torah a pu être sauvegardé. Les ruines incendiées sont démolies la semaine suivante et la propriété est vendue.

## Après la Seconde Guerre mondiale
Le 10 novembre 1979, une plaque commémorative est placée sur la chapelle du cimetière à la mémoire des habitants juifs et de la synagogue. Une autre plaque commémorative dite de l'amitié, offerte par un couple juif qui vivait autrefois à Puderbach est également installée dans l'église protestante. 
En novembre 2012, une plaque commémorative a été placée à l'arrière du bâtiment de la caisse d'épargne de Pulverbach pour rappeler que la synagogue qui se trouvait autrefois à cet endroit.   
« La nouvelle plaque commémorative au dos de la caisse d'épargne de Puderbach rappelle qu'une synagogue se trouvait à cet endroit jusqu'au 9 novembre 1938. Les personnes présentes voulaient que la plaque soit un mémorial afin que des événements aussi terribles ne se reproduisent plus… »
En octobre 2013, le conseil municipal de Puderbach vote contre la pose de Stolpersteine (pierres d'achoppement) à la mémoire des personnes assassinées, déportées, expulsées ou poussées au suicide à l'époque nazie.  
En aout 2016, le nouveau conseil municipal donne un avis positif pour la pose de Stolpersteine.
« L'éventuelle pose de Stolpersteine sur place a été discutée à Puderbach pendant plusieurs années. La commune de Puderbach s'est penchée sur cette question à plusieurs reprises. Pendant longtemps, il n’y avait pas de majorité pour ou contre le projet. Ce n'est qu'après les dernières élections locales que la majorité des opinions a changé, de sorte que le conseil s'est à nouveau saisi de la question et a cette fois pris une décision positive… »
Le 20 novembre 2017, les premiers Stolpersteine sont posés à Puderbach. 